# Odprto prvenstvo Francije 2023
Odprto prvenstvo Francije 2023 je sto dvaindvajseti teniški turnir za Grand Slam, ki je med 28. majem in 11. junijem 2023 potekal v Parizu.

## Moški posamično
- Novak Đoković :  Casper Ruud, 7-6, 6-3, 7-5

## Ženske posamično
- Iga Świątek :  Karolína Muchová, 6–2, 5–7, 6–4

## Moške dvojice
- Ivan Dodig /  Austin Krajicek :  Sander Gillé /  Joran Vliegen, 6–3, 6–1

## Ženske dvojice
- Hsieh Su-wei /  Wang Xinyu :  Leylah Fernandez/  Taylor Townsend 1–6, 7–6(7–5), 6–1

## Mešane dvojice
- Miju Kato /  Tim Pütz :  Bianca Andreescu /  Michael Venus, 4–6, 6–4, [10–6]